# 유고브
유고브 (YouGov)는 영국의 인터넷 기반 시장 조사 및 데이터 분석 기업이다. 영국 런던을 기반으로 유럽, 북미, 중동, 아시아 태평양 등 전세계를 대상으로 사업을 진행하고 있다.

## 역사
2000년 5월 영국에서 스테판 셰익스피어와 나드힘 자하위가 설립하였다. 자하위는 훗날 영국 보수당 소속 국회의원으로 당선된다. 두 사람은 2001년 BBC 정치분석가 피터 켈너를 영입하여 이사장에 임명하였다. 켈너는 2007년부터 2016년까지 회장을 맡았다.
2005년 4월 유고브는 런던 증권거래소의 대체투자시장 상장 공기업이 되었다. 유고브의 대주주로는 블랙록과 스탠더드 라이프 애버딘이 꼽힌다. 한편으로 영국 여론조사 협회에 가입되어 있으며 매 영국 총선 때마다 여론조사를 수집해 발표한다.
2010년부터 스테판 셰익스피어가 CEO를 맡게 되었으며, 2007년 피터 켈너가 이사장직에서 물러나자 로저 패리가 뒤를 이어 취임하였다.